# Апекс (Северная Каролина)
Апекс (англ. Apex) — город в округе Уэйк, штат Северная Каролина и пригород Роли. По оценке 2012 года, население Апекса составило 40 420 человек.

## География
По данным Бюро переписи населения США, площадь города составляет 40 км², из которых 39 км² занимает суша и 0,39 км² — вода.
Соседними городами являются: Роли на востоке, Кэри на севере и северо-востоке, и Холли-Спрингс на юге.

## История
Город Апекс образован в 1873 году, назван в честь своего расположения как самая высокая точка на железной дороге Chatham Railroad, которая проходит между Ричмондом, штат Виргиния и Джэксонвиллом, штат Флорида. В течение следующих десятилетий город медленно рос, несмотря на несколько разрушительных пожаров, в том числе пожара 12 июня 1911 года, который уничтожил большую часть делового района города.
Апекс испытывал лёгкие неудачи во время великой депрессии, но в 1950-х годах снова начался рост. Близость города к Research Triangle Park в Северной Каролине стимулировала дополнительные жилые застройки, но Апекс сумел сохранить свой характер маленького городка. В 1990-х годах население Апекса увеличилось в четыре раза до более чем 20 000 человек, что предъявляло новые требования к городской инфраструктуре.
В последние годы Апекс продолжает расти. Значительный торговый центр был построен на пересечении шоссе Highway 55 и US 64. Также были построены новые районы, способствующие росту города на западе.
В октябре 2006 года в Апексе произошёл химический пожар на мусороперерабатывающем предприятии, вследствие чего большая часть города была временно эвакуирована. Было несколько серьёзных повреждений и жители вскоре смогли вернуться на родину.
В июле 2009 года, журнал CNN/Money включил Апекс в свой список лучших мест страны для проживания под #44 . В 2013 году, CNN/Money включил город под #9 в этой же категории.